# Барабаш Григорій Іванович
Григо́рій Іва́нович Бараба́ш (псевдо: «Петро Чорний», «Меценас») (26 вересня 1908, с. Конюхів, нині Стрийського району Львівської області — 1972, м. Страсбург, Франція) — активний член ОУН, ад'ютант головнокомандувача національної оборони Карпатської України Сергія Єфремова, сотник батальйону «Роланд».

## Життєпис
Народився 26 вересня 1908 року в селі Конюхів (нині Стрийського району Львівської області, Україна; тоді Стрийський повіт, Королівство Галичини та Володимирії, Австро-Угорщина).
Закінчив Стрийську гімназію, а згодом школу підхорунжих польської армії. Згодом студент права.
Активний член УВО і ОУН на Стрийщині. Був ув'язнений у 1933 році в польській тюрмі. З липня 1934 до жовтня 1935 перебував у концтаборі в Березі Картузькій.
У 1939 році перебував у Карпатській Україні, брав участь у діяльності штабу Карпатської Січі. 15 березня 1939 наказом головнокомандувача національної оборони Карпатської України Сергія Єфремова призначений його ад'ютантом. Відступив разом з ним до Румунського королівства.
Під час Другої світової війни командував сотнею в батальйоні «Роланд».
Після утворення у Львові Українського державного правління був призначений представником Української держави у Румунському королівстві.
На еміграції проживав у Франції.
Помер у 1972 році і похований в м. Страсбург[джерело?].